# Leendert Louwe Kooijmans
Leendert Pieter Louwe Kooijmans (Arnhem, 15 augustus 1940) is een Nederlandse archeoloog en emeritus hoogleraar prehistorie aan de Universiteit Leiden.
Louwe Kooijmans studeerde aanvankelijk fysische geografie in Utrecht waar Pieter Modderman (verbonden aan de toenmalige Rijksdienst voor het Oudheidkundig Bodemonderzoek) colleges gaf die hem bewust maakten van de mensen in het landschap.  Toen Modderman in 1962 benoemd werd tot hoogleraar in Leiden volgde Louwe Kooijmans hem daarheen voor een bijvak. In 1965 studeerde hij af in de fysische geografie en begon een promotieonderzoek naar de archeologische  waarden van rivierafzettingen en rivierduinen (donken).
In 1974 promoveerde Louwe Kooijmans op ‘’The Rhine/Meuse Delta: four studies on its prehistoric occupation and holocene geology’’ en kreeg daarmee een reputatie als “wetland-archeoloog. Aansluitend daarop voerde hij een kleine opgraving met diepe bemaling uit op de Hazendonk  bij Molenaarsgraaf in de Alblasserwaard, een kleine donk met een opeenvolging van bewoning tussen ca. 4000 en 1800 v.Chr.
In 1982 werd Louwe Kooijmans benoemd tot hoogleraar prehistorische archeologie aan de Universiteit van Leiden. Toen er in 1997 in het kader van het Verdrag van Malta geld beschikbaar kwam voor onderzoek in het tracé van de Betuweroute deed hij met de universiteit en het bedrijf Archol uitgebreid onderzoek naar de neolitische vindplaatsen “Polderweg” en de “De Bruin” bij Hardinxveld. Zijn laatste veldonderzoek betrof de vindplaats “Schipluiden” in het Zuid-Hollandse kustgebied.
In 2008 ging Louwe Kooijmans met emeritaat.